# Saké bomba
Saké bomba nebo také sake bomb či sake bomber je koktejl z piva, do kterého je přidáno japonské saké. Koktejl se podává tak, že japonské saké v malé štamprli je přímo vloženo do sklenice s pivem.
S jeho požíváním je spojena řada zvyků. Sklenička se má pečlivě vyvážit mezi dvěma paralelně položenými hůlkami. Piják pak zpívá „saké … saké … saké … SAKÉ“ a poté udeří do stolu nebo podložky tak, aby štamprle spadla až do piva. Občas se počítá japonsky do tří „ichi … ni … san … SAKÉ BOMBA!“ Nejlepší je nápoj vypít okamžitě potom, co se smíchá saké s pivem.
Lze se setkat s obdobou saké bomby. Je možné ji smíchat s energetickým nápojem Red Bull nebo jinými podobnými drinky.